# دژان گالژن
دژان گالژن (انگلیسی: Dejan Galjen؛ زادهٔ ۲۵ فوریهٔ ۲۰۰۲) بازیکن فوتبال است.